# In Flames (pel·lícula)
In Flames és una pel·lícula de terror sobrenatural dramàtica pakistanesa-canadenca del 2023 escrita, dirigida i coeditada per Zarrar Kahn al seu debut en la direcció de llargmetratge. És protagonitzada per Ramesha Nawal, Bakhtawar Mazhar, Adnan Shah Tipu, Mohammad Ali Hashmi i Omar Javaid.
Ambientada a la Karachi contemporània, la pel·lícula se centra en Mariam (Nawal), una jove que es veu perseguida per visions del passat, després que la mort del patriarca de la família la deixa a ella i a la seva mare, Fariha (Mazhar) en una posició social vulnerable a la societat altament patriarcal del Pakistan.
In Flames es va estrenar al 76è Festival Internacional de Cinema de Canes el 19 de maig de 2023 a la secció Quinzena de Cineastes, on va competir per la Càmera d'Or.
Això va marcar el retorn del Pakistan a la Quinzena de Cineastes després de més de quatre dècades. La pel·lícula va rebre l'aclamació de la crítica a Canes, seguida d'una estrena nord-americana al Festival Internacional de Cinema de Toronto de 2023 i guanyadora del premi a la millor pel·lícula al Festival Internacional de Cinema del Mar Roig.
Es va estrenar al Pakistan el 20 d'octubre de 2023 i va rebre ressenyes generalment positives per part de la crítica.
La pel·lícula fou elegida per representar Pakistan com a Millor Llargmetratge Internacional als Premis Oscar de 2023.

## Argument
Ambientada a l'actual Karachi, la pel·lícula s'obre amb la mort del patriarca de la família. La mare i la filla es troben en una situació precària on la seva existència és trencada. Per sobreviure en un món hostil dominat pels homes, les dues dones han de treballar juntes davant les amenaces tant reals com sobrenaturals.

## Repartiment
- Ramesha Nawal com a Mariam[11]
- Bakhtawar Mazhar com a Fariha, mare de Mariam
- Omar Javaid com a Asad
- Mohammad Ali Hashmi com a Saleem
- Adnan Shah Tipu com a oncle Nasir

## Estrena

### Estrena i projeccions a Festivals
In Flames es va estrenar al 76è Festival Internacional de Cinema de Canes a la secció Quinzena de Cineastes el 19 de maig de 2023. XYZ Films, una empresa amb seu als Estats Units, ha adquirit els drets internacionals de la pel·lícula, mentre que Game Theory Films va adquirir la distribució nord-americana. Els drets francesos de la pel·lícula van ser adquirits per The Joker.
La pel·lícula va ser convidada al Festival Internacional de Cinema de Toronto de 2023 a la secció "Contemporary World Cinema" i es va projectar el 14 de setembre de 2023. També va ser seleccionat com a part de la secció "A Window on Asian Cinema" del 28è Festival Internacional de Cinema de Busan, que es projectarà el 7 d'octubre 2023. Més tard, a l'octubre, va ser convidat a la secció oficial del LVI Festival Internacional de Cinema Fantàstic de Catalunya, celebrat del 3 al 13 d'octubre de 2023.

## Producció
Kahn, un canadenc pakistanès que ha treballat als dos països, va escriure la pel·lícula com a comentari sobre el patriarcat i el sexisme al Pakistan.
Va descriure que els elements de gènere de la pel·lícula són una "extensió de l'experiència dels personatges... estar a la pell de Mariam i Fariha, ser oprimit... i quant de poder hi ha en la seva resistència".
La pel·lícula es va rodar a Karachi el febrer de 2022.
Kahn va produir la pel·lícula a través de la seva empresa CityLights Media, que va rebre finançament del programa Telefilm Talent to Watch. Other Memory Media va coproduïr amb Fae Pictures com a productors executius de la pel·lícula.

## Resposta crítica
Al lloc web de l'agregador de ressenyes Rotten Tomatoes, la pel·lícula té una puntuació del 95% pel consens de 37 crítiques. Metacritic, que utilitza una mitjana ponderada, va assignar a la pel·lícula una puntuació de 75 sobre 100, basada en 9 crítics, indicant crítiques "generalment favorables".
Christian Zilko d' IndieWire va escriure que "la pel·lícula de terror de Zarrar Kahn, que té el merescut honor de ser la primera pel·lícula pakistanesa que s'estrena a la Quinzena de Cineastes en més de quatre dècades, és una saga kafkiana de les delicadeses que han anat malament. El que comença com una història d'una família pobra que confia en l'amabilitat de la seva comunitat es converteix ràpidament en una història infernal de com el terreny sempre està canviant sota teu quan tots els teus benefactors tenen un angle. L'ús magistral de Kahn de pistes falses i subtext crea un entorn on ningú no sap ben bé on es troben. És un viatge desolador a través d'una existència desolada que seria prou entretinguda com per veure-la amb crispetes de blat de moro si no representés una vida massa real per a massa gent."
Manuel Betancourt de Variety va escriure que "Ancorat per una vertiginosa actuació central de Nawal, la presència a la pantalla de la qual atrau els espectadors a la realitat que fusiona la ment de Mariam amb gran zel, In Flames encaixa finament la línia entre un exercici de gènere atrevit i un retrat contundent sobre la retrat del Pakistan contemporani per oferir una història de benvinguda sobre la resistència i la resiliència".
Shelagh Rowan-Legg de Screen Anarchy va escriure que "In Flames en un terror psicològic intens, un que estreny el seu vici amb una intensitat lenta i deliberada que desafia l'espectador a sentir com és tenir tots els teus moviments, tots els teus pensaments qüestionats, burlats, fins que et trobes enrere en un racó sense cap sortida."
Per The Hollywood Reporter, Lovia Gyarkye va escriure que "In Flames explica com el patriarcat —una força gran i sense normes— fractura la relació entre mare i filla. Kahn representa les experiències paral·leles de Mariam i Fariah, observant com cadascuna d'elles intenta recuperar el sentit de l'acció. La Mariam utilitza un conductor simpàtic per ajudar-la a esbrinar què li va passar a Asad, mentre que Fariah intenta seduir un advocat que va contractar per lluitar contra Nasir perquè redueixi els seus honoraris legals. Aquestes escenes estan tenyides d'una desesperació estressant, ja que les dones es veuen més restringides per la societat."
Allan Hunter, de Screen Daily, va escriure que "In Flames està ben dissenyada, el disseny sonor captura els sons discordants de la ciutat a la nit que semblen dissenyats per posar tothom al límit. El dissenyador de producció Matti Malik omple la casa de Mariam amb colors rics de terra vermella i terracota, donant-li la calidesa d'un santuari cada vegada més gran sota l'amenaça. Kahn deixa caure lleugerament la pilota mentre crea un clímax confus i provocat pel perill que té massa pressa per lligar-ho tot. Al final, però, el que dóna distinció a aquesta pel·lícula és la manera com evoluciona cap a una història d'empoderament femení i el vincle entre mare i filla mentre lluiten els mals perniciosos d'una societat patriarcal."
Siddhant Adlakha de JoySauce.com va descriure la pel·lícula com "un drama de personatges afinat i d'orientació social en forma de thriller sobrenatural, amb dimonis personals que prenen forma de fanatisme cultural, mentre una dona lluita per fer sentir la seva veu en una societat decidida a sufocar-la."

## Reconeixements
La pel·lícula va guanyar el premi Golden Yusr a la millor pel·lícula al Festival Internacional de Cinema del Mar Roig del 2023.
Es va endur el primer premi al Festival Internacional de Cinema de Mannheim-Heidelberg, el Premi Internacional Nouvingut
Tamabé fou guanyador de la millor pel·lícula al Festival Internacional de Cinema del Sud d'Àsia  (iSAFF) el 2023.
La pel·lícula va ser preseleccionada pel Sindicat de Guionistes del Canadà al Jean-Marc Vallée DGC Discovery Award de 2023, i va guanyar el Premi John Dunning a la primera pel·lícula als 12ns Canadian Screen Awards el 2024.